# Edwin B. Winans

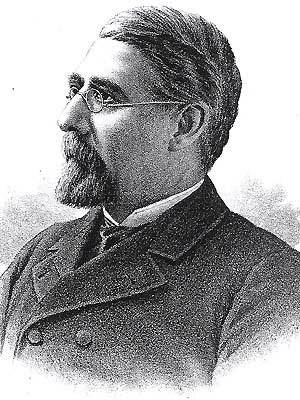
Edwin B. Winans

Edwin Baruch Winans (* 16. Mai 1826 in Avon, New York; † 4. Juli 1894 im Hamburg Township, Michigan) war ein US-amerikanischer Politiker und von 1891 bis 1893 der 22. Gouverneur von Michigan.

## Frühe Jahre
Im Jahr 1834 zog der im Livingston County im Staat New York geborene Winans mit seiner Familie nach Michigan, wo sie sich im dortigen Livingston County niederließen. Dort besuchte Edwin Winans das Albion College. Nach dem Tod seiner Eltern arbeitete er in einer Weberei. Als im Jahr 1848 in Kalifornien Gold entdeckt wurde, machte sich auch Winans auf den Weg in diesen Staat. Dort schürfte er mit wechselndem Erfolg nach Gold. Im Jahr 1853 wurde er Mitglied der Randolph-Hill-Minengesellschaft. In dieser Firma blieb er bis zu deren Auflösung im Jahr 1857. Im Jahr 1858 kehrte er nach Michigan zurück.

## Politischer Aufstieg
Winans war Mitglied der Demokratischen Partei. Zwischen 1861 und 1865 war er Abgeordneter im Repräsentantenhaus von Michigan. Im Jahr 1867 war er Mitglied eines Ausschusses zur Überarbeitung der Landesverfassung. Zwischen 1877 und 1881 war er Richter an einem Nachlassgericht im Livingston County. Zwischen 1883 und 1887 vertrat er seinen Staat im US-Repräsentantenhaus in Washington. Danach widmete er sich wieder für kurze Zeit seinen privaten Geschäften, ehe er im November 1890 zum neuen Gouverneur gewählt wurde.

## Gouverneur von Michigan und Lebensende
Edwin Winans trat sein neues Amt am 1. Januar 1891 an. In seiner zweijährigen Amtszeit wurden die Wahlgesetze verbessert. Unter anderem wurde das Prinzip der geheimen Stimmabgabe eingeführt. Nach dem Ablauf seiner Amtszeit im Januar 1893 zog sich Winans aus der Politik zurück. Er starb im Juli 1894. Edwin Winans war mit Elizabeth Galloway verheiratet, mit der er zwei Söhne hatte. George Winans arbeitete als Privatsekretär seines Vaters; der gleichnamige Sohn Edward B. Winans wurde 1927 administrativer Leiter (Superintendent) der Militärakademie in West Point und war von 1932 bis 1933 kommandierender General der 3. US-Armee.